# Nicu Boboc
Nicu Boboc (n. 16 aprilie 1933, Oprișenești, Brăila – d. 12 septembrie 2018, București) a fost un matematician român și autor de manuale.

## Biografie
S-a născut la Oprișenești, Brăila, ca fiu de învățător.
A urmat școala primară în satul natal, liceul la Brăila, apoi, în perioada 1951 - 1955, urmează Facultatea de Matematică și Fizică la București.
Devine preparator la Catedra de Teoria Funcțiilor a lui Stoilov (1955 - 1957), asistent (1957 - 1959), apoi lector (1959).
În 1962 obține titlul de doctor în matematică.
Între 1962 - 1963 a funcționat în Ministerul Învățământului, iar din 1963 cercetător la Institututul de Matematică al Academiei.
Pentru grupul de lucrări din domeniul teoriei axiomatice a funcțiilor armonice, în 1965 a obținut premiul "Simion Stoilov" al Academiei României.
A fost director general la Institutul Central de Matematică.
A decedat în București la vârsta de 85 de ani.

## Contribuții
Preocupările sale se încadrează în domeniul teorie funcțiilor de variabilă reală, legată de topologie.
De asemenea, are rezultate importante în teoria potențialului pe varietăți riemanienne (care reprezintă teza sa de doctorat).
Cele mai multe lucrări le are în colaborare cu: C. Constantinescu, A. Cornea, Gh. Mocanu, Gh. Sirețchi, P. Mustață și alții.